# Гуїра
Гуїра (Guira guira) — вид птахів родини зозулевих (Cuculidae).

## Поширення
Вид поширений в Південній Америці. Трапляється на сході та півдні Бразилії, сході Болівії, Парагваї, Уругваї, на півночі Аргентини.

## Опис
Птах завдовжки 34 см. Самиці трохи більші за самців. Верхня частина тіла темно-коричнева з білими рисками. На голові є рудувато-помаранчевий чуб. Горло, черево та груди білуваті. Хвіст порівняно довгий і широкий, темно-коричневого кольору з білосніжним кінчиком. Очі і дзьоб жовті або помаранчеві, з тонким кільцем голої жовтої шкіри навколо очей. Ноги темно-сірі.

## Спосіб життя
Гуїра живе на відкритих просторах — степах, луках, пасовищах тощо. Її ареал значно розширився через вирубування лісів. Літає неохоче, зазвичай лише на невеликі відстані. Трапляється поодинці, інколи невеликими зграями. Гніздового паразитизму не практикує. Гуїра — опортуністичний хижак. Живиться хробаками, комахами та іншими членистоногими, пуголовками та жабами, ящірками, яйцями, дрібними птахами (особливо пташенятами) та дрібними ссавцями.
Розмножується під час сезону дощів, який триває з липня по березень. Гніздо будує на гілках дерев. Самиця відкладає 5-7 темно-зелених яєць. Гуїри практикують спільні гнізда, в які декілька самиць відкладають до 20 яєць. Інкубація триває два тижня. У віці пташеня та покидають гніздо, хоча ще не вміють літати. Дорослі годують їх ще впродовж 3 тижнів.